# Exochus taximus
Exochus taximus là một loài tò vò trong họ Ichneumonidae.